# キングコング (プロレスラー)
キングコング（King Kong、本名：Emile Czaja、1909年7月15日 - 1970年5月16日）は、プロレスラー。

## 来歴
出生や経歴については謎めいた部分が多い。1909年（1910年説も）生まれ、出生地もオーストラリア・シドニー、ルーマニア・ブラショフ、ハンガリー・ブダペスト、インドなどの説もある。
12歳でアマレスを開始し、1928年のアムステルダムオリンピックのアマレスミドル級ハンガリー代表に選ばれ好成績を残し、1929年にプロレス入りしたという。また1937年にインドでデビューしたともいわれている。
キングコングのリングネームは、その大柄な体格から1933年公開の映画『キングコング』をそのまま引用している。
アメリカでの実績はほとんど無く、シンガポール・ヨーロッパ・ニュージーランド・オーストラリアなどで実績を積み、シンガポールではルー・テーズとタイトルマッチも行っている。
日本にはアジア遠征中に力道山と戦って引き分けたことで認められ、1955年11月に日本プロレスに来日。アジア選手権にシンガポール代表で出場。11月22日の決勝で力道山と引き分け、同日再試合が行われて敗退した。またタッグ選手権ではタイガー・ジョキンダーと出場し決勝で力道山・ハロルド坂田組を破り優勝、初代アジアタッグ王座に認定された。11月12日にはサイイド・サイフ・シャーと組んで力道山・遠藤幸吉組の持つ世界タッグ王座に挑戦。
1959年5月にも日本プロレスに来日、ワールド大リーグ戦にハンガリー代表として出場。この年を最後にプロレスを引退。後にシンガポールでプロモーターへ転身する。
1970年、シンガポールで試合会場に向かう途中、交通事故により死去した。

## 得意技
ボディ・アタック

## 獲得タイトル
アジアタッグ王座（初代）（w/ タイガー・ジョキンダー）